# Step Up Revolution
Step Up 4 Revolution 3D (conosciuto anche come Step Up 4) è un film del 2012 diretto da Scott Speer.
Il film è il seguito in 3D di Step Up, Step Up 2 - La strada per il successo e Step Up 3D, prodotto dal regista del secondo e del terzo capitolo, Jon M. Chu.
La pellicola ha come protagonisti Ryan Guzman e Kathryn McCormick, quest'ultima dalla sesta stagione di So You Think You Can Dance, e le coreografie sono state curate da Travis Wall. A differenza dei primi tre film, prodotti dalla Touchstone Pictures e distribuiti dalla Walt Disney Pictures, questo sarà il primo ad essere prodotto e distribuito esclusivamente dalla Summit Entertainment senza l'influenza della Touchstone.
Il film è uscito negli Stati Uniti il 27 luglio 2012.

## Trama
I MOB sono una spavalda crew di South Beach. Per vincere il premio di YouTube per chi arriva a 10 milioni di contatti, cercano di organizzare numerosi flash mob nei luoghi più frequentati della città. Nel frattempo un'avvenente ballerina, Emily, figlia di un uomo d'affari, cerca in ogni modo di entrare nella WildWood, famosa compagnia di ballo.
Dopo il primo flash mob dei MOB, fatto sulla Ocean Drive, Sean conosce sulla spiaggia dell'albergo in cui lavora Emily, e tra i due avviene un breve flirt; tuttavia, dopo pochi minuti, Emily, visto l'arrivo del nuovo capo della Global Property, Bryan, si congeda e i due non si rivedono più. Eddy intanto viene licenziato perché tarda ad una riunione del personale col nuovo capo. Sean rincontra Emily e le dà un indirizzo, sfidandola a rompere le regole.
Emily nel frattempo va ad un'audizione per la selezione di pochi ballerini che saranno fondamentali per la WildWood, dove le viene spiegato che ha talento, ma manca di fantasia.
Emily si reca quindi nel posto descritto da Sean e assiste ad un'esibizione dei MOB. L'indomani Emily si reca dal ragazzo per convincerlo a farla entrare nella crew; egli si oppone, soprattutto per il fatto che se gli altri componenti dei MOB sapessero che è la figlia del capo della Global Property rifiuterebbero, ma alla fine si convince e la porta dagli amici. Eddy si oppone, ma gli altri ballerini lo convincono, e le viene assegnato il ruolo di protagonista nel futuro flash mob.
La sera dopo l'esibizione Sean ed Emily si confidano sul loro passato e si baciano. Il mattino seguente scoprono che la Global Property ha deciso di demolire tutta quell'area per motivi d'affari; Emily a questo punto vorrebbe svelare la sua vera identità agli altri, ma viene convinta da Sean a non farlo e si limita solamente a parlare con il padre, il quale ribatte che lei non deve intromettersi nei suoi affari di lavoro.
La ragazza, frastornata da tutti questi eventi, fallisce il primo approccio alle prove della WildWood; tuttavia, la sera stessa, incontratasi con i MOB propone una nuova arte di ballo: non più una competizione, ma una protesta contro la decisione comunale. Segue quindi un ennesimo flash mob che porta ad un grandissimo successo, che fa avvicinare la banda a poche migliaia di contatti che la dividono dalla vittoria.
Mentre Sean aiuta Emily con il balletto per la WildWood, la ragazza svela la propria identità, ripresa dalla telecamera. Eddy, che controlla sempre tutte le riprese, scopre l'amara verità e chiama i MOB, esclusi Sean e Emily, per mettere in atto una vendetta nei loro confronti. Poco tempo dopo, la Global Property ha una presentazione dei nuovi obiettivi lavorativi, a cui sono presenti Emily, essendo la figlia del capo, e Sean, che lavora come cameriere. Intervengono sabotando il tutto i MOB, che effettuando un flash mob spiacevole e irritante, mostrano il video delle dure parole di Emily al padre, il che rompe i rapporti tra padre e figlia e anche tra lei e i MOB, in particolare con Sean: arriva la polizia e arresta tutti i giovani ballerini. Il giorno seguente vengono tutti rilasciati, ma i nervi sono tesi e Sean ed Eddy sono arrabbiati l'uno con l'altro. Discutono insieme agli altri ragazzi e a Ricky, il salvatore dei ragazzi; scoprono che per questo flash mob, che è stato denunciato dalla società del padre di Emily ed è finito su tutti i notiziari, sono stati espulsi dalla gara di YouTube: Sean, irritato dagli insulti rivolti dall'amico a Emily, arriva a colpirlo in faccia e la banda si divide, apparentemente per sempre. Sean cerca di farsi perdonare da Emily, che, traumatizzata dalla mancanza del ragazzo e da quanto accaduto, fallisce definitivamente la selezione alla WildWood.
Ricky riesce a convincere Eddy a chiarire con Sean; i due si incontrano e fanno pace, e riuniscono la banda. Si giocano allora l'ultima carta, un ultimo ballo; non più un flash mob, ma una protesta vera e propria, con tanti ballerini. Jason chiama in aiuto dei MOB i Pirati.
I MOB provano e riprovano il nuovo ballo, decisivo per le sorti di South Beach, e nel giorno del congresso per disintegrare la parte di città del bar di Ricky e della casa di Sean, sua sorella e sua nipote, intervengono protestando e facendo conoscere al mondo chi sono i MOB.
Ciò conquista il cuore del popolo compreso quello del padre di Emily, che alla fine di questo emozionante e suggestivo flash mob decide di ritirare il lavoro programmato e di aiutare la banda ad accrescere il loro nome: il capo del marketing li invita ad essere i nuovi testimonial di un famoso negozio di scarpe, e la banda accetta con entusiasmo. Sean e Emily si riappacificano e tornano insieme.

## Colonna sonora
La colonna sonora completa del film è uscita il 17 luglio 2012. Il primo singolo è Goin' In, di Jennifer Lopez assieme a Flo Rida e Lil Jon, prodotto da GoonRock e successivamente incluso nell'album-compilation Dance Again... the Hits. A questo segue Hands in the air, di Timbaland e Ne-Yo.

## Distribuzione
Il film è uscito nelle sale statunitensi il 27 luglio 2012, mentre in Italia il 5 ottobre 2012. Il primo teaser trailer è stato diffuso il 30 gennaio 2012, seguito dal trailer ufficiale diffuso il 30 marzo 2012.